# Steklena čaša s prizorom Likurgove smrti
Steklena čaša s prizorom Likurgove smrti, tudi Likurgova čaša, je rimska steklena čaša v okovju iz 4. stoletja, izdelana iz dikroizemskega stekla, ki kaže različno barvo, odvisno od tega ali skozi potuje svetloba ali ne; rdečo, ko je osvetljeno od zadaj in zeleno, ko je osvetljeno od spredaj . Je edini popoln rimski stekleni predmet, izdelan iz te vrste stekla  in tisti, ki najbolj impresivno spremeni barvo . Bil je označen »najspektakularnejše steklo tega obdobja, primerno opremljeno, za katerega vemo, da je obstajalo«. 
Čaša je tudi zelo redek primer popolnega rimskega okovja ali diatretuma, kjer je steklo skrbno odrezano in vrnjeno, da ostane le okrasno "okovje" na prvotni površini. Mnogi deli okovja so popolnoma odrezani. Večina čaš ima okovje z geometrijskimi abstraktnimi oblikami, tukaj pa je kompozicija s figurami , ki prikazujejo mitskega kralja Likurga, ki je (odvisno od različice) poskušal ubiti Ambrozijo, privrženko boga Dioniza (Bakha za Rimljane). Preoblikoval se je v trto, ki se je ovijala okoli besnega kralja in ga zadrževala ter ga na koncu ubila. Dioniz in dva sledilca so prikazani kako zasmehujejo kralja. Čaša je »edini dobro ohranjen figuralni primer« okovja. 

## Steklo
Dikroistični učinek dosežemo tako, da steklo z majhnimi deleži nanodelcev zlata in srebra razpršimo v koloidni obliki skozi stekleni material. Postopek, ki se uporablja, ostaja nejasen in verjetno ni bil dobro razumljen ali nadzorovan s strani izdelovalcev in verjetno odkrit z naključno »kontaminacijo« z drobnim zlatim in srebrnim prahom. Proizvajalci stekla morda sploh niso vedeli, da gre za zlato, saj so količine, ki so vključene, zelo majhne; morda so izhajali iz majhnega deleža zlata v dodatku srebra (večina rimskega srebra vsebuje majhne deleže zlata) ali iz sledi zlata ali zlatih lističev, ki so po nesreči ostali v delavnici, kot ostanki na orodju ali iz drugega dela. Zelo malo ohranjenih fragmentov rimskega dikroistčnega stekla se v dveh barvah tako razlikuje. 
Delavnica Corning Glass Works je reproducirala slepi material s podobno kemično sestavo in notranjo strukturo, ki se pod reflektirano in preneseno svetlobo spreminja enako kot Likurgov učinek od zelene do rdeče barve . Zlatorubinasto steklo je nekoliko podobno in veliko bolj običajno, izdelano s koloidnim zlatom, toda to samo včasih kaže rdečo barvo.
Na konvencionalno sestavljen rimski stekleni tok je bilo dodanih 330 delov na milijon srebra in 40 zlata: »Ti delci so bili oborjeni kot koloidi in tvorijo srebrno-zlato zlitino. Če jih gledamo v reflektirani svetlobi, so majhni kovinski delci dovolj grobi, da odsevajo. V prehodni svetlobi drobni delci raztrosijo modri konec spektra bolj učinkovito kot rdeči konec, kar povzroči rdeč prenos in to je barva, ki jo opazimo. da bi dodali te neverjetno majhne količine srebra in zlata volumnu stekla, ki se je namerno uporabljalo za izdelavo čaš, so bile stopnje verjetno dodane na višjih ravneh večjemu volumnu steklene taline in vse bolj razredčene z dodajanjem več stekla« . Delci so le okoli 70 nanometrov prereza in vstavljeni v steklo, zato jih ni mogoče videti z optično mikroskopijo in je potreben transmisijski elektronski mikroskop. Pri tej velikosti se približajo velikosti valovnih dolžin vidne svetlobe in pride do učinka površinske plazmonske resonance. 
Notranjost čaše je večinoma gladka, toda za glavnimi figurami je steklo izteklo, daleč onkraj glavne zunanje površine, tako da so podobne debeline kot na zunanji površini, kar daje enakomerno barvo, ko svetloba prehaja skozi. To je edinstvena značilnost med ohranjenimi čašami. Območje okoli Likurgovega trupa je precej drugačne barve od ostalega stekla; morda nesreča v proizvodnji, ampak tista, ki jo je izkoristil brusilec stekla, »da bi lahko Likurgov bes postal še močnejši«. Po zelo dolgi fazi brušenja je bil fini polirani videz dosežen s postopkom, imenovanim »plamensko poliranje«, ki je tvegalo popolno izgubo predmeta. Predlog iz leta 1995 je, da so za te in druge čaše uporabili mešanico brizganja in brušenja, ni bil širše sprejet. 
Podobno kot drugo spektakularno delo Britanskega muzeja v rimskem steklu, steklena kameja Portlandska vaza, čaša v določeni meri predstavlja razširitev spretnosti, ki so jih razvili brusilci z graviranimi gemami ali večjimi rezbarijami posod v poldragih kamnih, ki so bili luksuzna umetnost z velikim ugledom v starem Rimu. Ni znan noben brušen žlahten kamen, ki bi bil neposredno primerljiv s katerim koli delom, toda splošni okus za te skrajne spretnosti izdelave stekla tvorijo predmeti iz naravnega kamna, kot je Ptolemajev pokal ali Rubensova vaza. Dejansko se je že od prve popolne študije čaše leta 1950 ugotovilo, da je bil material steklo in ne gema, kar je bilo prej vprašljivo. 
Zdi se verjetno, da so v celotnem procesu sodelovale kar tri ločene delavnice, morda ne v istem delu cesarstva. Steklo je bilo najprej narejeno v velikem bloku standardnega prozornega stekla, morda v Egiptu ali Palestini, ki sta izvažali velike količine stekla za oblikovanje, včasih pa tudi drugje. Debela "prazna" dikroistična čaša je najverjetneje izvedla ena specializirana delavnica in prešla v drugo, sestavljeno iz specialnih brusilcev. To bi bilo zagotovo redko in zelo drago, zato se zdi, da so se skrivnosti izdelave, ki jih proizvajalci morda še ne razumejo, uporabljali že kakšno stoletje.

## Ikonogradija
Likurgova figura, ki jo je trta ovila je gola, razen čevljev, je na levi obdana s čopasto Ambrozijo, v bistveno manjšem obsegu. Za njim stoji en od Dionizovih satirov (prikazan z normalno človeško obliko), ki se pripravlja, da na Likurga vrže veliko skalo. V drugi roki drži pedum ali pastirsko kljuko. Desno od Likurga je najprej figura Pana, nato pa pod njegovimi nogami nekakšen psu podoben panter, tradicionalni spremljevalec Dioniza, katerega obraz manjka, verjetno pa se je zlomil pri kralju in potem sam bog, ki ga muči s stegnjeno desno roko v jezni gesti. Dioniz nosi tirs, poseben znak boga in njegovih privržencev, njegova obleka pa ima vzhodni, morda indijski slog, ki odraža tisto, kar so stari Grki na splošno verjeli (morda napačno) o izvoru njegovega kulta. Podaljšek ene noge teleta je izgubljen. Trak, ki visi za njim iz njegovega tirsa, prekriva dvignjeno nogo satira s skalo, s čimer se zaključi krog čaše. 
Predlagano je bilo, da je bila ta neobičajen prizor sklicevanje na poraz leta 324 s strani cesarja Konstantina I. njegovega so-cesarja Licinija, ki je bil umorjen leta 325 po obdobju, ko je bil pod strogim nadzorom. Drugi predlog je, da je bila sprememba barve iz zelene v rdečo razumljena kot vzbujanje zorenja rdečega grozdja, tako da je bila posebej primerna pri predstavljanju prizora z bogom vina. Čaša je morda bila namenjena za uporabo na kultnih praznovanjih Bakha, kar je še vedno značilnost rimskega religioznega življenja okoli leta 300. Pismo, ki naj bi ga cesar Hadrijan (umrl leta 138) poslal svojemu bratu Servijanu, citirano v biografiji Historia Augusta beleži dar dveh dikroističnih čaš, ki jih je videl avtor v 4. stoletju: »Poslal sem vam raznolike čaše, ki spreminjajo barvo, ki mi jih je predstavil duhovnik templja. Posebej jih posvečam tebi in moji sestri. Rad bi, da jih uporabljata na banketih na praznike«. 
Druge upodobitve zgodbe po navadi prikazujejo Likurga, ki napada Ambrozijo, pogosto z dvosmerno sekiro, medtem ko njeni spremljevalci hitijo k njej ali pa sam Likurg, zapleten v trto. Najbližja vzporednica prizoru na čaši je eden izmed mozaikov apside v tetrakonhu tricliniuma v Villi del Casale, Piazza Armerina, ki se lahko nanaša tudi na Licinija . Obstaja tudi mozaik v Antiohiji na Orontu in skupina na sarkofagu iz 2. stoletja v vili Parisi v Frascatiju . Tu je tudi mozaik iz Vienne, zdaj v muzeju v Saint-Romain-en-Galu, kjer je Likurg sam v trti. Predhodna scena Likurga, ki napada Ambrosijo, je na mozaiku v rimski vili Brading na otoku Wight . Martin Henig pravi: »V takšnih primerih se ne ukvarjamo s preprostim, priljubljenim poganstvom, ampak s pretiranim znanjem. To je vrsta ezoterične vere, ki so jo izvajali cesarji Julijan, Simah, Pretekstat, Makrobij in Prokl. Religiozna misel za temi tlemi je verjetno globlja in kompleksnejša od sodobnega krščanstva in mnogi ključi za razumevanje so bili izgubljeni«. 
Čaša je bila verjetno zasnovana za pitje ob praznikih ali natančneje kultnih praznovanjih Bakha, kjer pomanjkanje stopala, ki je tudi značilnost v drugih okovanih čašah. Po drugi strani pa so se skoraj zagotovo uporabljale tudi v druge namene, kot so oljne svetilke, kjer bi dikroistični učinek take čaše pokazal prednost.

## Zgodovina
Čaša je bila morda izdelana v Aleksandriji ali Rimu okoli leta 290-325 in meri 16,5 cm × 13,2 cm. Za odlično stanje je zaslužno to, da se je, tako kot številni drugi luksuzni rimski predmeti, vedno ohranila nad tlemi; najpogosteje so takšni predmeti končali v sorazmerno varnem okolju cerkvene zakladnice. Druga možnost je, da so, kot številni drugi predmeti, pridobljeni iz sarkofagov. Sedanji pozlačen bronasti rob in stopalo sta bila dodana okoli leta 1800 , kar kaže, da je to eden od mnogih predmetov, vzetih iz cerkvenih zakladov v času francoske revolucije in francoskih revolucionarnih vojn. Noga nadaljuje temo čaše z odprtimi listi vinske trte, obod pa ima listnate oblike, ki se podaljšajo in skrajšajo, da se ujemajo s prizori v steklu. Leta 1958 so britanski konzervatorji odstranili nogo in je do leta 1973 niso pridružili čaši. Morda je bilo že prej.
Zgodnja zgodovina čaše ni znana in se prvič omenja v tisku leta 1845, ko je francoski pisatelj dejal, da jo je videl »pred nekaj leti v rokah M. Duboisa« . To je verjetno tik pred pridobitvijo družine Rothschild . Lionel de Rothschild jo je nedvomno imel v lasti do leta 1857, ko jo je Gustav Friedrich Waagen videl v njegovi zbirki . Leta 1862 jo je Lionel podaril na razstavo v muzeju V&A, po kateri je praktično padla iz znanstvenega vidika do leta 1950. Leta 1958 jo je Victor, lord Rothschild, prodal Britanskemu muzeju za 20.000 funtov, od katerih jih je 2.000 doniral v sklad za umetnost (takrat NACF). 
Čaša je del muzejskega oddelka za prazgodovino in Evropo, ne pa oddelka za Grčijo in Rim, pred tem pa je bila razstavljena, zaznana od zadaj, v sobi 50. Leta 2015 je bila razstavljena z novim prikazom Rothschildove donacije. Waddesdon Bequest v sobi 2A, s spreminjajočim se notranjim svetlobnim virom, ki zelo učinkovito spreminja barvo, čeprav je vidna samo ena stran čaše. Do oktobra 2015 se je vrnila v ponovno sobo 41.
Medtem ko je bila soba 41, kjer je bila razstavljena, zaprta zaradi obnove, je bila od novembra 2012 do avgusta 2013 razstavljena z drugimi deli Britanskega muzeja na Inštitutu za grško, rimsko in bizantinsko umetnost v Chicagu , zelo učinkovito je bila prikazana kot prosto stoječ primer, osvetljen od zgoraj s spreminjanjem svetlobe, tako da je bila sprememba barve jasno vidna. Potovala je na pomembne razstave: leta 2008 je bila razstavljena v Odsev antike, modernega stekla, ki ga je navdihnil antični Rim v Corningovem muzeju stekla v Corningu v New Yorku, leta 2003 v Galeriji Hayward v Londonu v 100 let nacionalnega sklada umetniških zbirk, leta 1987 pa v Steklo cezarjev v Britanskem muzeju, Kölnu, Milanu in Rimu. 

## Druga literatura
- Elsner, Jaś, "The Lycurgus Cup", Chapter 12 in New Light on Old Glass: Recent Research on Byzantine Mosaics and Glass, 2013, British Museum Research Publication No. 179, British Museum Press, ISBN 9780861591794
- Harden D.B. and Toynbee J.M.C., The Rothschild Lycurgus Cup, 1959, Archaeologia, Vol. 97,
- Scott, G. A Study of the Lycurgus Cup, 1995, Journal of Glass Studies (Corning), 37
- Tait, Hugh (editor), Five Thousand Years of Glass, 1991, British Museum Press